# Horní Pole
Horní Pole (německy Oberfeld) je vesnice, část obce Studená v okrese Jindřichův Hradec v Jihočeském kraji. Nachází se asi dva kilometry severně od Studené. Je zde evidováno 59 adres. V roce 2011 zde trvale žilo 74 obyvatel.
Horní Pole je také název katastrálního území o rozloze 4,37 km².

## Historie
První písemná zmínka o vesnici pochází z roku 1364.

## Obyvatelstvo
| Rok            | 1869 | 1880 | 1890 | 1900 | 1910 | 1921 | 1930 | 1950 | 1961 | 1970 | 1980 | 1991 | 2001 | 2011 | 2021 |
| -------------- | ---- | ---- | ---- | ---- | ---- | ---- | ---- | ---- | ---- | ---- | ---- | ---- | ---- | ---- | ---- |
| Počet obyvatel | 210  | 245  | 228  | 264  | 266  | 256  | 234  | 205  | 200  | 142  | 114  | 93   | 98   | 74   | 81   |
| Počet domů     | 30   | 41   | 43   | 44   | 47   | 48   | 48   | 53   | 47   | 44   | 38   | 49   | 51   | 58   | 59   |

## Obecní správa
Při sčítání lidu v letech 1850–1975 Horní Pole bylo samostatnou obcí, se kterým patřilo nejprve do okresu Dačice, ale v roce 1950 v okrese Třešť a od roku 1960 v okrese Jindřichův Hradec. Od 1. ledna 1976 je částí obce Studená v okrese Jindřichův Hradec.